# Tim Hardaway
Tim Hardaway (Chicago, Illinois, SAD, 1. rujna 1966.) je bivši američki košarkaš.
Studirao je na sveučilištu UTEP. Golden State Warriorsi su ga 1989. godine na draftu izabrali u 1. krugu. Bio je 14. po redu izabrani igrač.

## Vanjske poveznice
- NBA.com